# Rishard Matthews
Rishard Andre Matthews (* 12. Oktober 1989 in Santa Ana, Kalifornien) ist ein ehemaliger US-amerikanischer American-Football-Spieler. Er spielte auf der Position des Wide Receivers für die Miami Dolphins, die Tennessee Titans sowie die New York Jets in der National Football League (NFL).

## College
Matthews besuchte zunächst das Bakersfield College, wechselte dann auf die University of Nevada, Reno und spielte für deren Mannschaft, das Wolf Pack, von 2010 bis 2011 erfolgreich College Football, wobei er 2234 Yards erlaufen und 13 Touchdowns erzielen konnte.

## NFL

### Miami Dolphins
Beim NFL Draft 2012 wurde er in der 7. Runde als insgesamt 227. von den Miami Dolphins ausgewählt. In seiner Rookie-Saison kam er in acht Spielen zum Einsatz, Touchdown gelang ihm allerdings keiner. Erst in der Spielzeit 2013 erzielte er seine ersten beiden Scores. 2015 konnte sich Matthews endlich als Starter etablieren, wegen einer Rippenserienfraktur musste er allerdings bereits nach elf Spielen passen.

### Tennessee Titans
Am 9. März 2016 unterschrieb er bei den Tennessee Titans einen Dreijahresvertrag.  Die darauf folgende Spielzeit war mit 945 erzielten Yards und neun Touchdowns die bislang beste Saison von Matthews.
Ende September 2018, nach nur drei Partien, bat er den Verein um Auflösung des Vertrages, da er seiner Meinung nach zu wenig Spielzeit erhielt. Das Management der Titans kam seiner Bitte nach.

### New York Jets
Am 23. Oktober 2018 wurde Matthews von den New York Jets verpflichtet. Nach nur fünf Partien war die Spielzeit für ihn bereits verletzungsbedingt zu Ende.

### New Orleans Saints
Am 13. Juni 2019 wurde Matthews, nachdem er bei einem Probetraining überzeugt hatte, von den New Orleans Saints unter Vertrag genommen.
Im August wurde er jedoch schon wieder entlassen.
Nur zwei Tage später erklärte er seinen Rücktritt vom aktiven Sport.